# Свалявка
Свалявка (укр. Свалявка) — село в Турье-Реметовской сельской общине Ужгородского района Закарпатской области Украины.
Население по переписи 2001 года составляло 162 человека. Почтовый индекс — 89231. Телефонный код — 3145. Занимает площадь 6,58 км². Код КОАТУУ — 2123285002.